# 京承高速公路
40°24′52″N 117°08′23″E / 40.41439°N 117.1396298°E
京承高速公路是连接北京和承德的高速公路，南起北京市芍药居桥，北至河北省承德市绕城西段。線路由北京市朝阳区北三环向东北方向引出，经过昌平区、顺义区、怀柔区、密云区、滦平县，最終抵达承德市市区。全线限速時速80至120公里，雙向采用四至六车道加救援车道及局部避险车道，大部分路段为收费公路。其中望和桥～酸枣岭桥路段编号為 京承高速。
京承高速亦是《国家高速公路网规划》中 大广高速公路的一部分。在最新路网改造措施實施後，惟其北京境内路段路名仍保持不变且未更换符合新版国标路牌，仅在道路上设置大广高速指示牌。北京境外部分已更名为大广高速（承德西互通以西）和首都环线高速（承德西互通以东）。
公路一期工程于2002年竣工通车，後於2004年建设了连接三、四环路的高速连接线，2005年9月，由三环路内环可以连接到京承高速。

## 历史

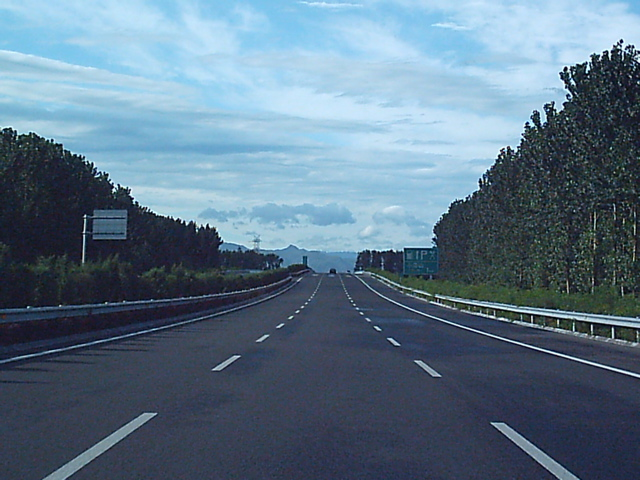
京承高速公路 (北京段)

2002年10月，北京段一期公路（北四环至北六环）通车，路线长21公里。2007年9月30日，三环路到四环路路段通车，路线长2公里。2005年12月31日，承德市区至偏桥段试通车。
2004年8月6日，北京段二期（高丽营至密云、怀柔）段开工，2006年9月28日通车。总投资39.19亿元的京承高速公路二期（高丽营－沙峪沟段）工程，全长46.7公里。设计为双向6车道，路基宽35米，时速120公里，途经顺义、昌平、怀柔、密云三区一县。
2006年12月14日河北段全线通车。京承高速公路京冀界至承德市区段，南起司马台长城，北至承德市区南互通立交桥，全长76.7公里。按双向4车道标准建设，设计车速80公里/小时，总投资27.55亿元。
2009年9月27日，北京段三期（沙峪沟——司马台段）通车，至此京承高速公路全线贯通。全长62.7公里，设计时速80-100公里，总投资62亿元，其中穿越司马台古长城风景旅游区的隧道单幅长2.4公里。

## 路况
全程：北京（太阳宫，北三环路） - 望和桥（北四环路）- 来广营（北五环路）- 黄港- 后沙峪 - 高丽营（北六环路）- 怀柔 - 密云沙峪沟 - 古北口- 承德（河北）
京承高速公路分为一、二、三期和河北部分。二期工程南起高丽营，北至密云沙峪沟，同时也包括北京三四环路连接线；三期工程南起密云沙峪沟，北至京冀交界司马台长城；河北部分则为自司马台长城到河北承德的部分。
京承高速公路一期工程于2002年通车，二期工程于2006年通车，三期工程于2009年竣工。河北部分于2004年动工，于2006年与北京连接。这样，京承高速公路已全部建成并实现全线贯通。
行车道：北京段三环至六环六条，各方向三条，有连续停车带。
交通状况：北京段五环到三环间高峰时间可能有一定拥堵，其余路段较为畅通。由于通行车辆数量相比北京其他高速公路而言较少，在一些汽车论坛中被推荐作为新车拉高速的首选路段。

## 沿线重要交汇点
- 北京四环路：望和桥
- 北京五环路：来广营桥
- 机场北线高速公路：北七家桥
- 北京六环路：酸枣岭桥
- 101国道，京密高速：怀柔桥
- 北京七环路：承德西互通

## 互通枢纽及服务设施

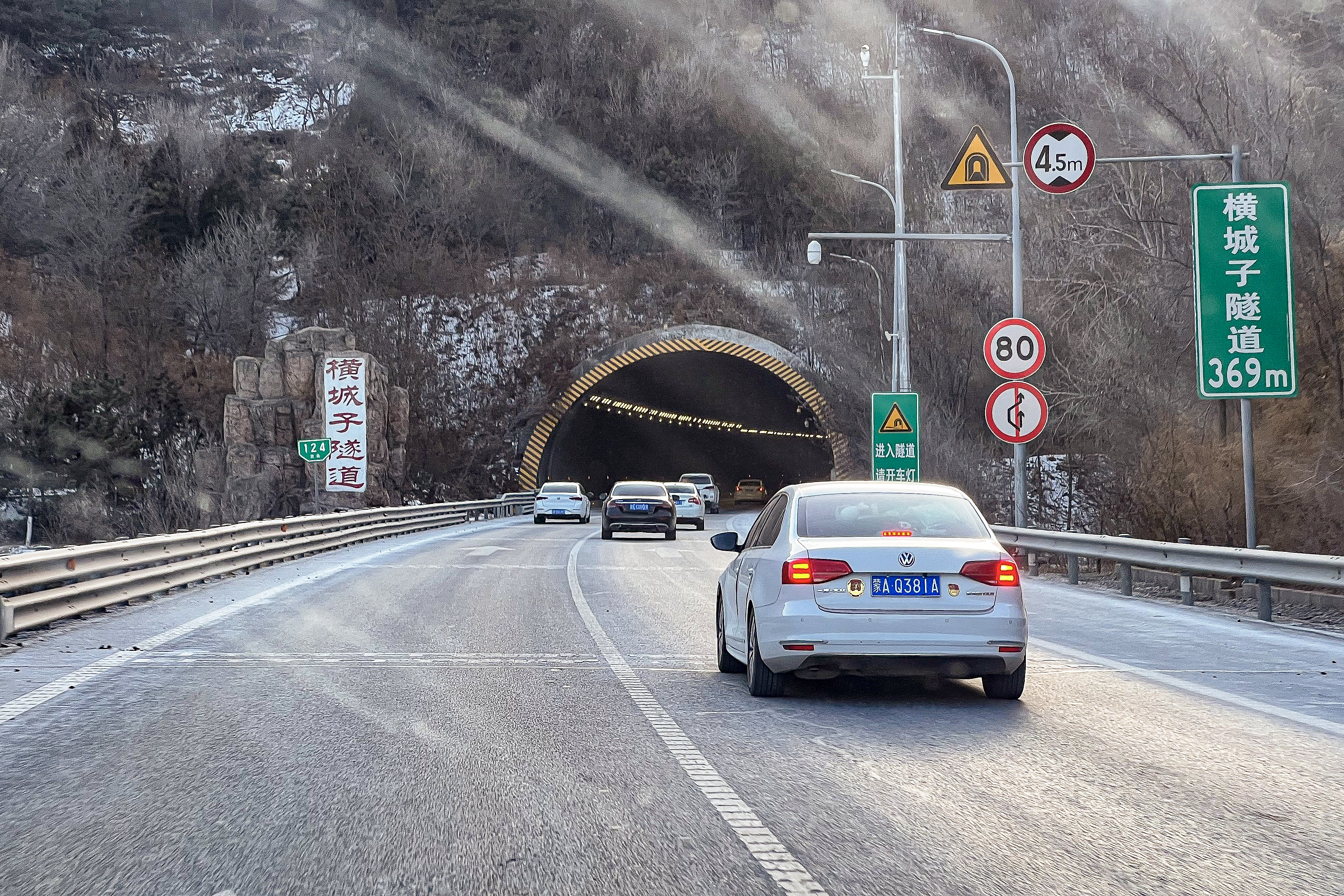
横城子隧道北口

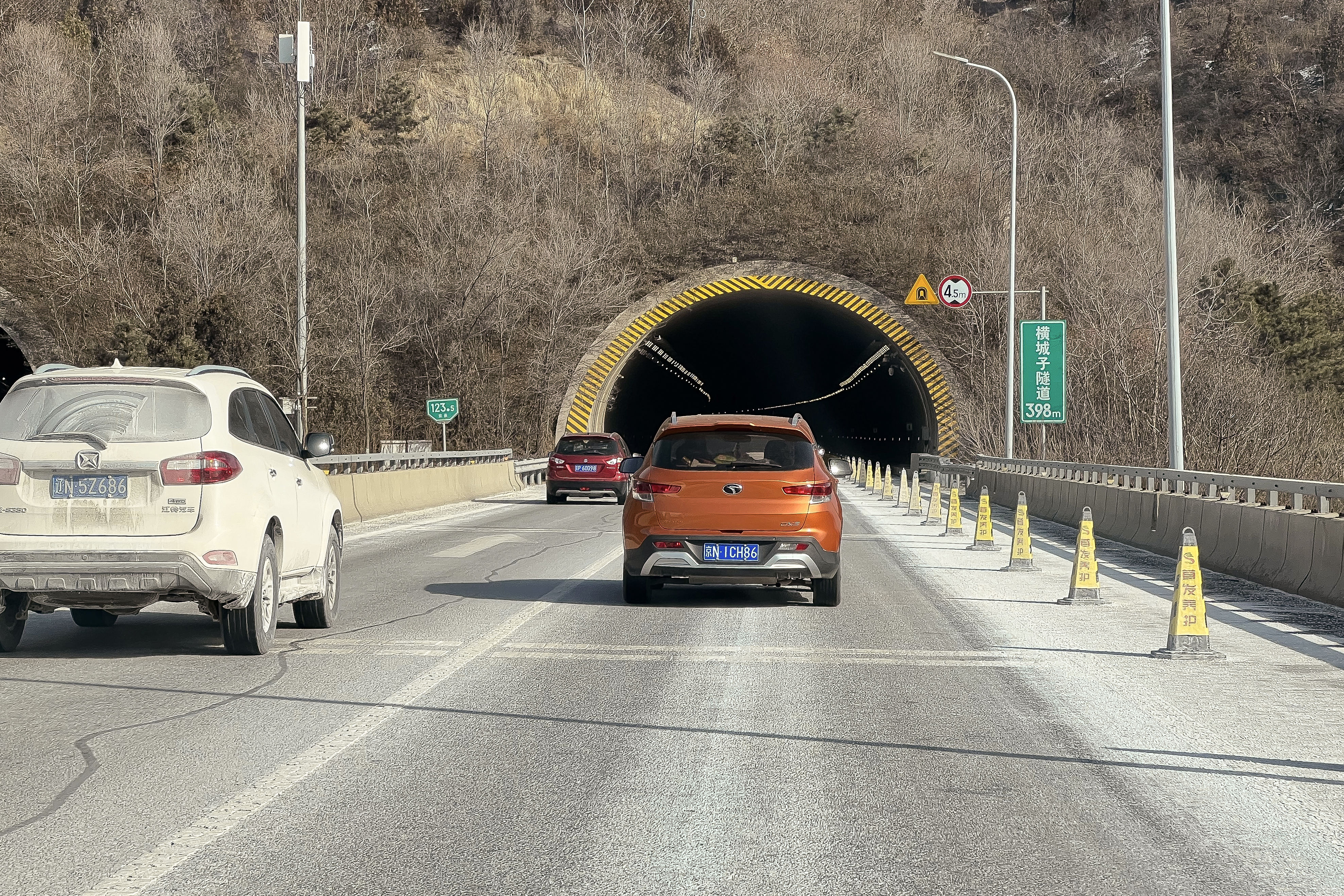
横城子隧道南口

| 地区                                                                                         | 里程         | 类型                              | 名称                   | 连接                            | 说明                          |
| 京承高速路段                                                                                 | 京承高速路段 | 京承高速路段                      | 京承高速路段           | 京承高速路段                    | 京承高速路段                  |
| -------------------------------------------------------------------------------------------- | ------------ | --------------------------------- | ---------------------- | ------------------------------- | ----------------------------- |
| 北京市 朝阳区                                                                                |              | 主线出入口                        | 太阳宫桥               | 三环路                          |                               |
| 北京市 朝阳区                                                                                |              | 出入口                            | 芍药居桥               | 北土城东路 太阳宫南街           |                               |
| 北京市 朝阳区                                                                                |              | (1)                               | 望和桥                 | 四环路                          |                               |
| 北京市 朝阳区                                                                                |              | (2)                               | 湖光桥                 | 姜庄路 湖光中街                 |                               |
| 北京市 朝阳区                                                                                |              | (3)                               | 北湖渠桥               | 辛店路                          |                               |
| 北京市 朝阳区                                                                                |              | (4)                               | 来广营桥               | 五环路                          |                               |
| 北京市 朝阳区                                                                                |              | 主线收费站                        | 京承主线收费站         | 京承主线收费站                  |                               |
| 北京市 朝阳区                                                                                |              | (5)                               | 黄港桥                 | 京平高速公路 顺黄路             |                               |
| 北京市 顺义区                                                                                |              | (6)                               | 沙峪                   | 火沙路                          |                               |
| 北京市 昌平区                                                                                |              | (7)                               | 北七家桥               | 机场北线 未来科学城大道         |                               |
| 北京市 昌平区                                                                                |              | 停车场 · 加油设施 · 修车站 · 餐厅 | 土沟服务区             | 土沟服务区                      |                               |
| 北京市 昌平区                                                                                |              | (8)                               | 未来科技城             | 顺于路 英才北三街               |                               |
| 北京市 昌平区                                                                                |              | (9)                               | 酸枣岭桥               | 六环路                          |                               |
| 京承高速/ 大广高速路段                                                                       |              |                                   |                        |                                 |                               |
| 北京市 顺义区                                                                                |              | (10)                              | 高丽营                 | 白马路                          |                               |
| 北京市 顺义区                                                                                |              | (11)                              | 赵全营                 | 昌金路                          |                               |
| 北京市 顺义区                                                                                |              | (12)                              | 北石槽                 | 天北路                          |                               |
| 北京市 顺义区                                                                                |              | (13)                              | 宽沟                   | 北台路                          | 承德方向仅出口 北京方向仅入口 |
| 北京市 怀柔区                                                                                |              | (14)                              | 怀柔                   | 京密路 京密高速公路             |                               |
| 北京市 怀柔区                                                                                |              | (15)                              | 中影杨宋               | 杨雁路                          |                               |
| 北京市 顺义区                                                                                |              | (15A)                             | 大韩庄                 | 通怀路                          |                               |
| 北京市 密云区                                                                                |              | (15B)                             | 密云经济开发区         | 西统路 东部发展带联络线（预留） | 承德方向仅出口 北京方向仅入口 |
| 北京市 密云区                                                                                |              | (16)                              | 密云                   | 顺密路                          |                               |
| 北京市 密云区                                                                                |              | (17)                              | 穆家峪                 | 密兴路                          |                               |
| 北京市 密云区                                                                                |              | 停车场 · 加油设施 · 修车站 · 餐厅 | 密云服务区             | 密云服务区                      |                               |
| 北京市 密云区                                                                                |              | 隧道                              | 羊山隧道               | 羊山隧道                        |                               |
| 北京市 密云区                                                                                |              | (18)                              | 辛安庄                 | 水辛路                          |                               |
| 北京市 密云区                                                                                |              | 隧道                              | 邓家湾隧道             | 邓家湾隧道                      |                               |
| 北京市 密云区                                                                                |              | (19)                              | 金鼎湖                 | 辛沙路                          | 承德方向仅出口 北京方向仅入口 |
| 北京市 密云区                                                                                |              | 隧道                              | 金鼎湖1号隧道          | 金鼎湖1号隧道                   |                               |
| 北京市 密云区                                                                                |              | 隧道                              | 金鼎湖2号隧道          | 金鼎湖2号隧道                   |                               |
| 北京市 密云区                                                                                |              | (20)                              | 大城子                 | 王达路                          | 承德方向仅出口 北京方向仅入口 |
| 北京市 密云区                                                                                |              | (21)                              | 程各庄                 | 密兴路旧线支线                  | 承德方向仅入口 北京方向仅出口 |
| 北京市 密云区                                                                                |              | 隧道                              | 苍术会隧道             | 苍术会隧道                      |                               |
| 北京市 密云区                                                                                |              | 隧道                              | 西圈1号隧道            | 西圈1号隧道                     |                               |
| 北京市 密云区                                                                                |              | 隧道                              | 西圈2号隧道            | 西圈2号隧道                     |                               |
| 北京市 密云区                                                                                |              | (22)                              | 北庄                   | 沙太路                          | 承德方向仅出口 北京方向仅入口 |
| 北京市 密云区                                                                                |              | 停车场 · 加油设施 · 修车站 · 餐厅 | 太师屯服务区           | 太师屯服务区                    |                               |
| 北京市 密云区                                                                                |              | (23)                              | 太师屯                 | 京密路                          |                               |
| 北京市 密云区                                                                                |              | 隧道                              | 黑古沿隧道             | 黑古沿隧道                      |                               |
| 北京市 密云区                                                                                |              | 隧道                              | 横城子隧道             | 横城子隧道                      |                               |
| 北京市 密云区                                                                                |              | (24)                              | 司马台                 | 马北路                          |                               |
| 北京市 密云区                                                                                |              | 公安檢查站                        | 北京市司马台综合检查站 | 北京市司马台综合检查站          | 仅北京方向进京检查站          |
| 北京市 密云区                                                                                |              | 隧道                              | 麒麟楼隧道             | 麒麟楼隧道                      | 京冀界                        |
| 1.000 英里 = 1.609 千米；1.000 千米 = 0.621 英里 并行路段 • 已关闭／取消 • 限制进入 • 未开放 |              |                                   |                        |                                 |                               |